# 2 Berliński Pułk Piechoty
2 Berliński pułk piechoty (2 pp) – oddział piechoty ludowego Wojska Polskiego.
Pułk sformowany został 14 maja 1943 w obozie sieleckim, w składzie 1 Dywizji Piechoty im. Tadeusza Kościuszki, w oparciu o sowiecki etat Nr 04/501 pułku strzeleckiego. Żołnierze złożyli przysięgę 15 lipca.

## Skład etatowy
dowództwo i sztab
- 3 bataliony piechoty
- kompanie: dwie fizylierów, przeciwpancerna, rusznic ppanc, łączności, sanitarna, transportowa
- baterie: działek 45 mm, dział 76 mm, moździerzy 120 mm
- plutony: zwiadu konnego, zwiadu pieszego, saperów, obrony pchem, żandarmerii

Razem:
żołnierzy 2915 (w tym oficerów – 276, podoficerów 872, szeregowców – 1765).
Sprzęt:
162 rkm, 54 ckm, 66 rusznic ppanc, 12 armat ppanc 45 mm, 4 armaty 76 mm, 18 moździerzy 50 mm, 27 moździerzy 82 mm, 8 moździerzy 120 mm

## Marsze i działania bojowe
Pułk przez cały okres wojny walczył w składzie 1 Dywizji Piechoty. W dniach 12–13 października 1943 bił się pod Lenino. Wszedł do walki w pierwszym rzucie na prawym skrzydle dywizji na kierunku wsi Połzuchy. W 1944 pułk walczył o przyczółki na Wiśle pod Dęblinem, a w dniach 10–15 września 1944 uczestniczył w wyzwoleniu Pragi. Następnie walczył pod Warszawą w rejonie Jabłonna – Legionowo. W 1945 toczył boje na Wale Pomorskim, pod Mirosławcem i nad Zalewem Szczecińskim. W dniach 16–20 kwietnia forsował Odrę i Starą Odrę. Uczestniczył w szturmie Berlina. Nacierał w rejonie Berliner Strasse i gmachu Politechniki. Walki zakończył w parku Tiergarten.
|  |  |  |  |  |

|  |  |  |  |

## Żołnierze pułku
Dowódcy
- płk Gwidon Czerwiński (18 V 1943 – 11 IV 1944)[7]
- płk Wiktor Sienicki (11 IV 1944 – ?)[7]
- ppłk Leon Gregorowicz
- ppłk Jan Czarnecki
- Włodzimierz Kopijkowski

Zastępcy dowódcy pułku ds. polityczno-wychowawczych
- kpt. Leonard Borkowicz (29 V – 21 X 1943)
- kpt. Jakub Wachtel (21 X 1943 – ?)
- por. Władysław Stąpor (? – 7 IX 1944)
- por. Eugeniusz Oksanicz (3 IX – 1 XI 1944)
- por. Karol Bąkowski (5 XI 1944 – 27 I 1945)
- por. Stanisław Wancerz (9 II – 24 III 1945)
- por. Ignacy Flajszakier (30 III 1945 – ?)

Zastępcy dowódcy pułku ds. liniowych
- mjr Paweł Wierchowodko (5 – 12 VIII 1943)
- ppłk Leon Skokowski (17 VIII 1943 – 19 I 1944)
- mjr Feliks Kondracki (8 IV – 31 VII 1944)
- mjr Jan Łopaciński (31 VII – 6 VIII 1944)[8]
- ppłk Piotr Samborski (11 VIII 1944 – ?)[8]

Szefowie sztabu
- mjr Konstanty Gryżewski (29 V 1943 – ?)
- płk Witalis Kondratowicz (6 VI 1943 – 8 IV 1944)
- ppłk Eugeniusz Uszpalewicz (8 IV 1944 – ?)[9][8]
- kpt. Janusz Sieczkowski (1949-1951)

Kwatermistrze
- kpt. Marian Masłowski (3 VI – 15 X 1943)
- kpt. Marian Koniewski (15 X 1943 – 16 II 1944)
- kpt. Eugeniusz Olejnik (16 II 1944 – ?)

Dowódcy 1 batalionu
- p.o. por. Stefan Zagórski (4 VI – 15 VI 1943)
- kpt. Bronisław Aleszkowski (9 VI 1943 – ?)
- mjr Bronisław Sławiński (15 VI 1943 – 28 III 1944)
- kpt. Stefan Zagórski (? – 29 IX 1944)
- kpt. Władysław Wróblewski (29 IX 1944 – 7 III 1945)
- kpt. Konstanty Pieńkowski (4 III 1945 – ?)

Dowódcy 2 batalionu
- p.o. ppor. Ryszard Lipiński (4 – 16 VI 1943)
- por. Stanisław Jakimionek (16 VI – 15 X 1943)
- p.o. por. Piotr Prygun (15 XI – 20 XII 1943)
- por. Stanisław Jakimionek (20 XII 1943 – 5 I 1944)
- kpt. Piotr Prygun (5 I – 6 VIII 1944)
- kpt. Jan Greczychin (6 – 17 VIII 1944)
- kpt. Władysław Laskowski (11 VIII 1944 – 9 II 1945)
- kpt. Teodor Smietański (Smietanin) (8 II – 19 III 1945)
- por. Tadeusz Cynkin (4 III 1945 – ?)

Dowódcy 3 batalionu
- p.o. ppor. Mieczysław Jurkowski (4 – 15 VI 1943)
- kpt. Stefan Karpowicz (11 VII – 27 IX 1943)
- p.o. ppor. Władysław Baranowski (27 IX – 15 X 1943)
- kpt. Stefan Karpowicz (15 X – 2 XI 1943)
- mjr Ludwik Barański (2 XI 1943 – 28 III 1944)
- mjr Jan Rembeza (13 III – 26 VIII 1944)
- kpt. Mikołaj Romanowski (22 IX 1944 – ?)

Dowódcy 1 kompanii fizylierów
- por. Piotr Bogdziejewicz (31 V – 30 VIII 1943)
- por. Bronisław Orłowski (30 VIII – 12 X 1943)
- chor. Jakub Klejn (? – 14 IV 1944)
- ppor. Bogdan Zieleniak (14 IV – 2 VII 1944)
- chor. Tadeusz Cynkin (7 VII 1944 – 4 III 1945)
- por. Bolesław Kisielewicz (27 III – 12 IV 1945)
- por. Zygmunt Stein (29 IV 1945 – ?)

Dowódcy 2 kompanii fizylierów
- por. Michał Siemionowicz (13 VII – 12 X 1943)
- chor. Jakub Klajn (6 XI 1943 – 4 IV 1944)
- ppor. Bogdan Zieleniak (4 IV 1944 – ?)
- ppor. Wiktor Nikołajew (18 VI – 18 IX 1944)
- por. Bolesław Kisielewicz (7 V 1945 – ?)

Odznaczeni Krzyżem Srebrnym Orderu Virtuti Militari
1. chor. Tadeusz Biały
2. por. Czesław Bielejewski
3. ppor. Eugeniusz Borkacki
4. por. Mikołaj Chocko[14]
5. chor. Tadeusz Ćwik
6. por. Stanisław Ejgert
7. kpt. Ignacy Flajszakier
8. por. Mieczysław Frenkiel
9. ppor. Stefan Gajos
10. por. Edmund Galla
11. szer. Włodzimierz Gnietko
12. ppor. Władysław Gumienny
13. kpr. Kazimierz Guzik
14. ppor. Marceli Hecht
15. ppor. Mieczysław Janiszewski
16. ppor. Rudolf Juraszek
17. ppor. Franciszek Kamiński
18. por. Aleksander Karaś
19. kpr. Eugeniusz Kieczyło
20. por. Jakub Klajn
21. st. sierż. Franciszek Kłysz
22. ogn. Paweł Kolada
23. ppor. Józef Kołaczyński
24. ppor. Karol Kołodziej
25. kpr. Aleksander Kołpak
26. ogn. Leopold Kozakiewicz
27. plut. Michał Lisica
28. chor. Tytus Łatek
29. por. Leon Małek
30. chor. Władysław Marek
31. plut. Stefan Mazur
32. ppor. Franciszek Mazurkiewicz
33. ppor. Serafin Michalewski[14]
34. plut. Antoni Michajłowicz
35. szer. Franciszek Mróz
36. kpt. Jan Muszyński[14]
37. kpr. Stanisław Naszczyniec[14]
38. chor. Władysław Otoksyn[14]
39. por. Mikołaj Paprocki
40. chor. Gustaw Peszel
41. mjr Julian Pinkiewicz
42. por. Eugeniusz Rajsk
43. mjr Jan Rembeza
44. kpt. Mikołaj Romanowski
45. ppor. Grzegorz Rus
46. mjr Piotr Samborski
47. ppor. Feliks Siedlecki
48. płk Wiktor Sienicki
49. ogn. pchor. Józef Skurupa
50. ppor. Stanisław Takarczyk
51. ppor. Franciszek Wojciechowicz
52. chor. Zygmunt Woźnica
53. ppor. Eugeniusz Załucki

## Sztandar pułku
Sztandar ufundowany został przez społeczeństwo Zielonki w końcu 1944. Wręczenia dokonano 11 stycznia 1945.
Opis sztandaru:

Płat o wymiarach 95x120 cm, obszyty częściowo żółtą frędzlą, przymocowany do drzewca przy pomocy sześciu tasiemek. Drzewce z jasnego drewna. Głowica w kształcie grotu umieszczonego na kuli.
Strona główna:

Na ciemno-czerwonym aksamicie aplikowany z białego jedwabiu i haftowany białą nicią orzeł. Nad nim, na aplikowanej białej wstędze, haftowany żółtą nicią napis: "ZA WASZĄ WOLNOŚĆ I NASZĄ". Pod orłem aplikowany biały kartusz z napisem: "II. P.P. I. D.P. IM. T. KOŚCIUSZKI 1944".
Strona odwrotna:

Na białym płóciennym tle, pośrodku, aplikowany i olejno malowany wizerunek Matki Boskiej Częstochowskiej. Nad wizerunkiem i pod nim napis haftowany żółtą nicią: "BÓG HONOR I OJCZYZNA".